# フランチェスコ1世・ダ・カッラーラ
フランチェスコ1世・ダ・カッラーラ (イタリア語:Francesco I da Carrara、1325年9月29日 - 1393年10月6日) は、パドヴァの領主（在位：1350年 - 1388年）。通称イル・ヴェッキオ（il Vecchio、老公）。

## 生涯
フランチェスコはモンツァで生まれ、25歳の時に父のジャコモ2世・ダ・カッラーラが暗殺されると、民衆の支持を受けてパドヴァ領主を継いだ。1356年、神聖ローマ皇帝カール5世から皇帝代理に任じられた。1360年にはハンガリー王ラヨシュ1世によってフェルトレとベッルーノを獲得し、トレントの貿易を支配するバルスガナも手に入れた。1372年から1373年にかけては強力な隣国ヴェネツィア共和国と戦ったが益は無かった。キオッジャ戦争中の1375年から1381年にはジェノヴァ共和国に与してヴェネツィアと戦い、オーストリア公レオポルト3世からトレヴィゾを受け取った。
1385年、ヴェローナの領主スカリジェ家に対抗してミラノの僭主ヴィスコンティ家のジャン・ガレアッツォ・ヴィスコンティと同盟した。1387年、ジョン・ホークウッド率いるパドヴァ軍はカスタニャーロの戦いでヴェローナ軍を破った。しかし翌年、ミラノはフランチェスコ1世を裏切ってヴェネツィアと共にパドヴァ包囲網を組んだため、フランチェスコ1世は息子のフランチェスコ2世に譲位してロンバルディアへ亡命を余儀なくされた。フランチェスコ1世の身柄はジャン・ガレアッツォによってコモ、次いでモンツァに移され、そこで1393年に没した。

## 人物
フランチェスコ1世は芸術家のパトロンであり、パドヴァ大学を支援した。フランチェスコ・ペトラルカは彼の友人であり、アルクァ（現アルクァ・ペトラルカ）に領地を与えている。

## 家族
フィーナ・ブッザッカリーニと結婚し、娘チェチーリア・ダ・カッラーラはザクセン選帝侯ヴェンツェルに嫁いでいる。

## 関連リンク
- Biography at Rinascimento.it （イタリア語）